# Küsten-Kiefer
Die Küsten-Kiefer (Pinus contorta), auch Murraykiefer oder Drehkiefer genannt, ist eine Pflanzenart aus der Gattung der Kiefern (Pinus) innerhalb der Familie der Kieferngewächse (Pinaceae). Diese zweinadelige Art ist sehr formenreich und besiedelt ein großes Gebiet im westlichen Nordamerika. Ihr natürliches Verbreitungsgebiet ist das größte aller nordamerikanischen Kiefernarten. Neben der Banks-Kiefer (Pinus banksiana) ist sie die einzige Kiefernart, die in den borealen Nadelwäldern Nordamerikas vorkommt.
Aufgrund des Formenreichtums wird sie in drei Unterarten und zwei Varietäten unterteilt. Das Höchstalter wird mit 400 Jahren angegeben.
Den Namen Dreh-Kiefer erhielt sie, weil die Zweige oft um ihre eigene Achse gedreht sind. Sie ist eine Pionierpflanze, die lichtbedürftig, aber sonst sehr anspruchslos ist, was die Boden-, Wasser- und Klimaverhältnisse angeht.
Die Küsten-Kiefer (englisch lodgepole pine) ist seit dem 30. Mai 1984 der Provinzbaum der kanadischen Provinz Alberta. Vor allem in Europa wird sie für forstwirtschaftliche Zwecke angebaut.

## Beschreibung

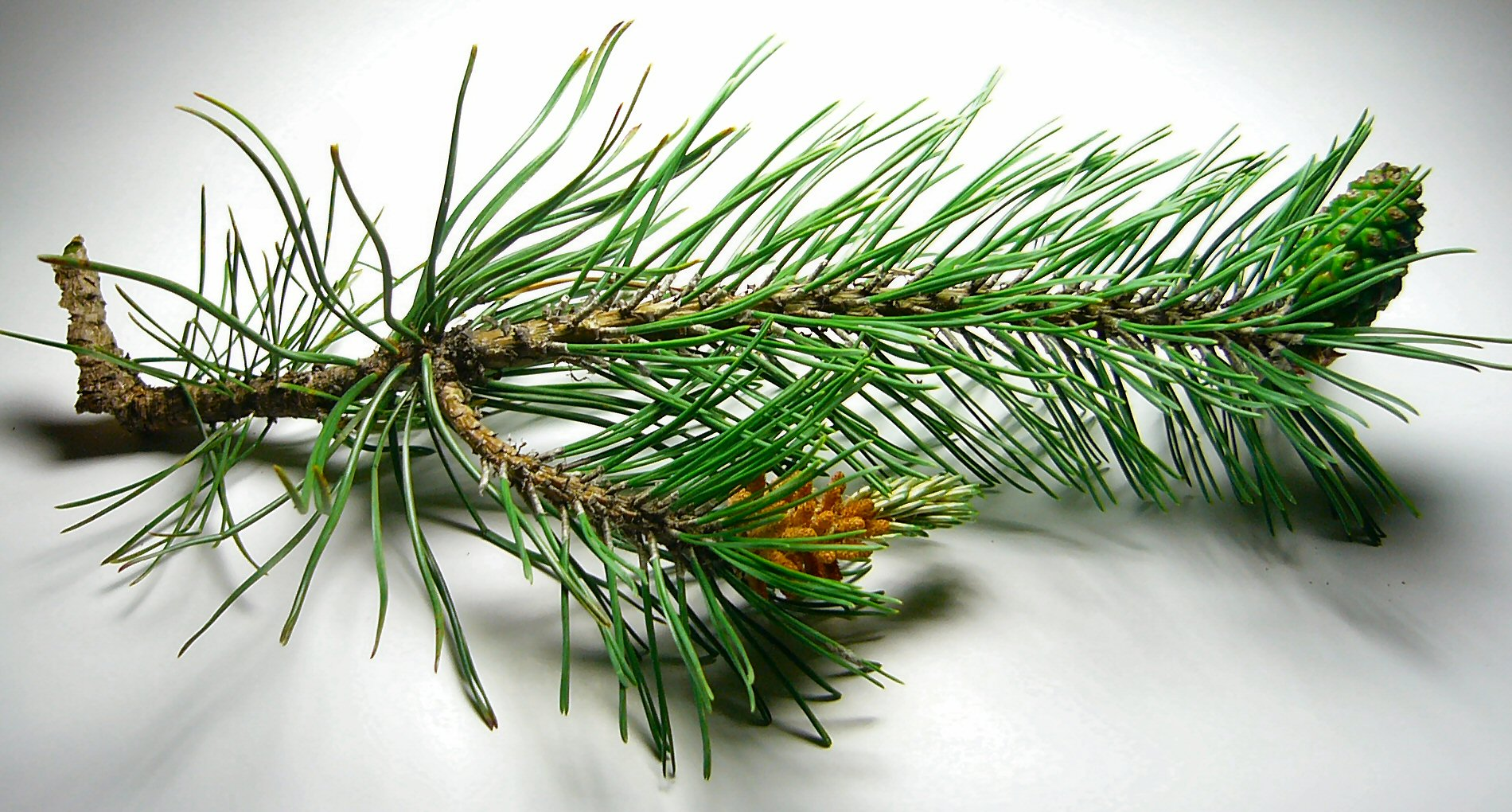
Zweig mit männlichen und weiblichen Blütenzapfen der Küsten-Unterart (subsp. contorta)

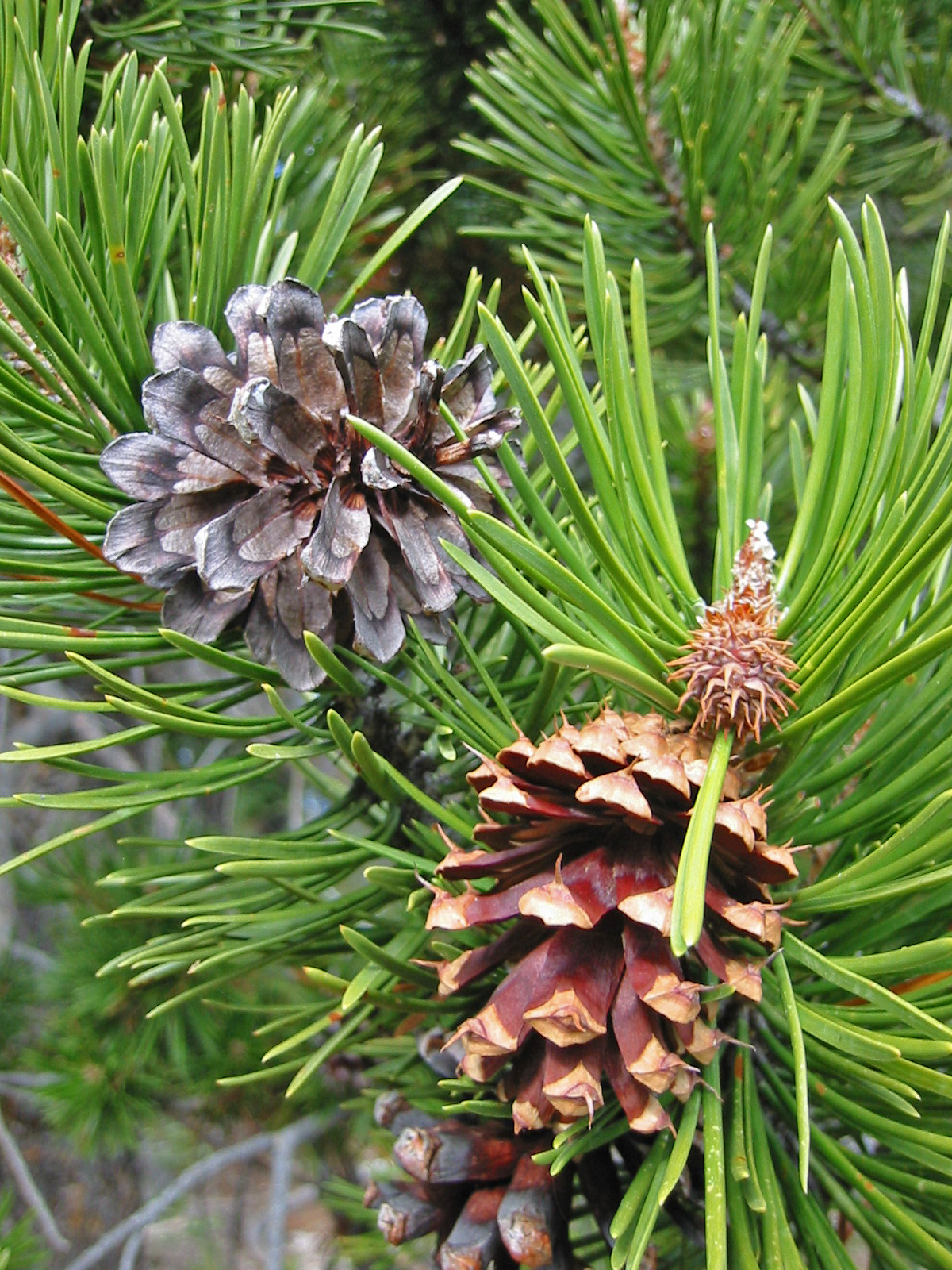
Reife Zapfen der Sierra-Cascade-Unterart (subsp. murrayana)

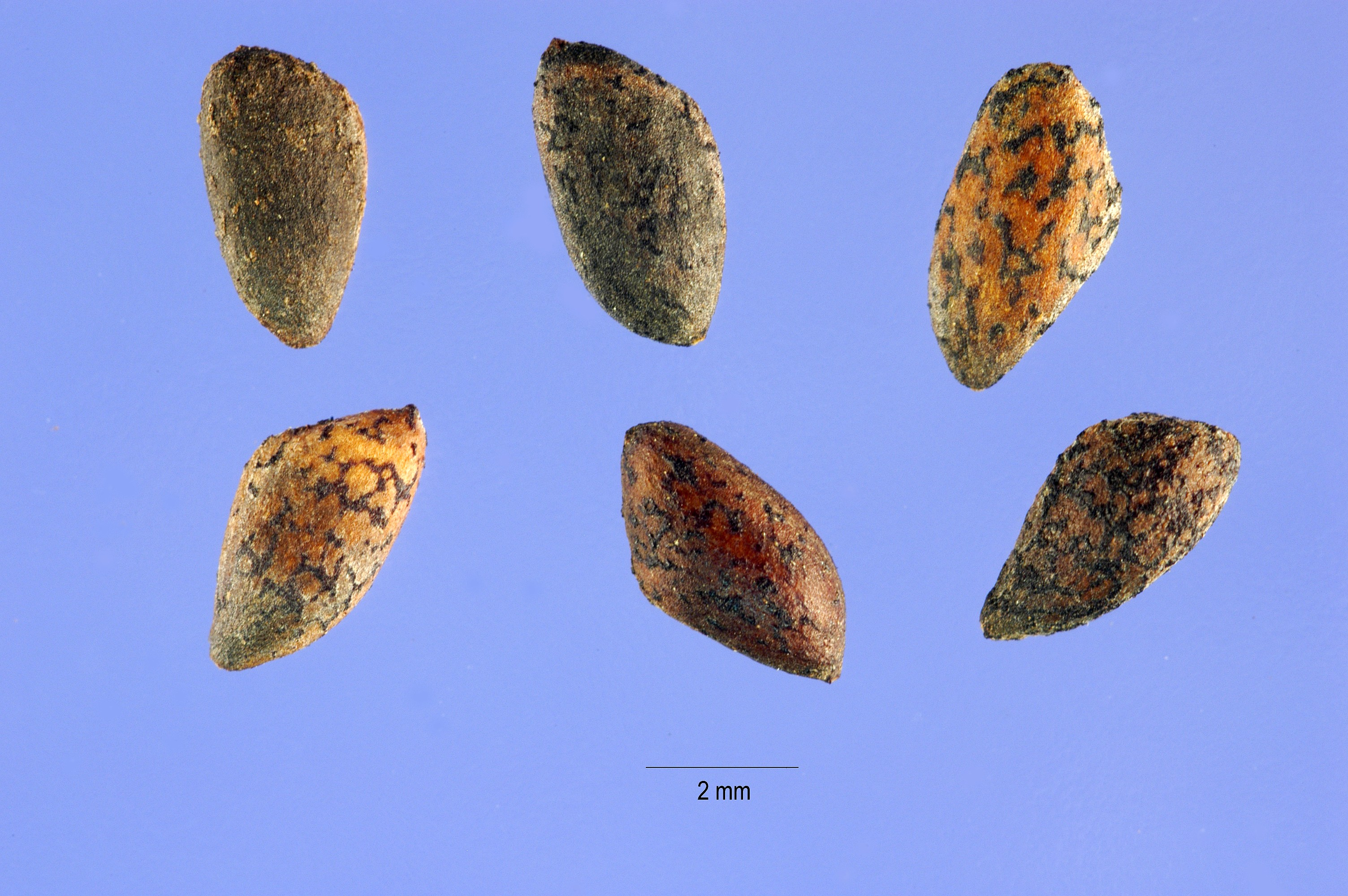
Samen

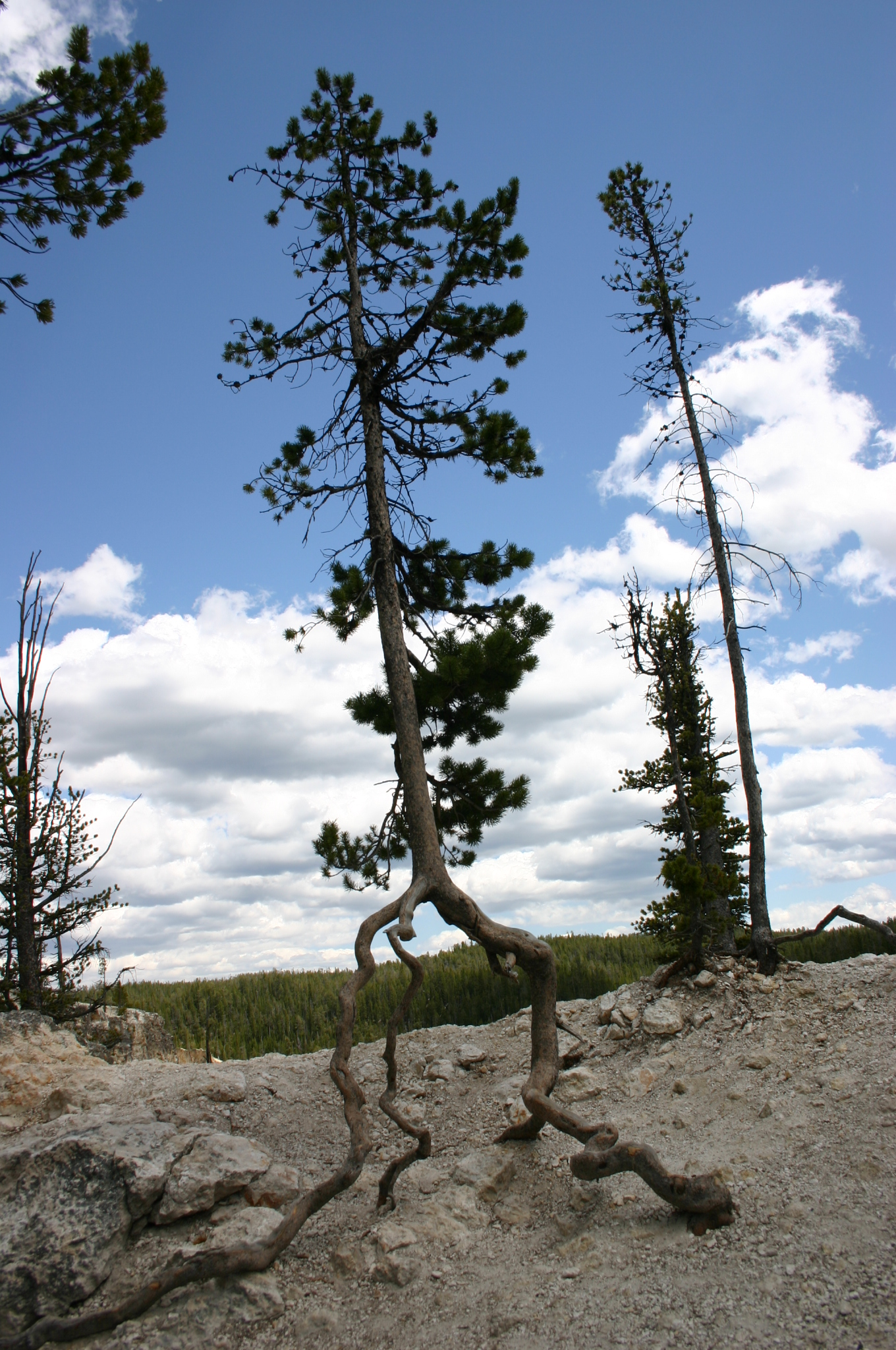
Baum mit von Erosion freigelegten Wurzeln der Rocky-Mountain-Intermountain-Unterart (subsp. latifolia)

Im Folgenden wird die Art allgemein beschrieben, für die Unterschiede zwischen den einzelnen Subtaxa siehe unten.

### Habitus
Die Küsten-Kiefer wächst, je nach Unterart und Varietät, als immergrüner Strauch oder Baum. Die Strauchform ist meist krummstämmig und wird 1 bis 3 Meter hoch. Die geradschäftige, schlanke und schmalkronige Baumform erreicht Wuchshöhen von 40 bis 50 Metern und Brusthöhendurchmesser von 60 bis 80 Zentimetern, selten bis zu 2 Metern. Sie ist im Freistand oft bis zum Boden hin beastet. Die Krone ist abgerundet und der Wipfel ist abgeflacht. In dichten Beständen besitzen die Bäume lange, astfreie Stämme und eine schlanke, kegelförmige Krone. Vor allem in einigen Populationen in British Columbia kommt es häufig zur Bildung von Zwieseln. Die elastischen Äste sind aufrecht stehend oder überhängend und brechen nur schwer ab. Jeder Langtrieb bildet oft pro Vegetationsperiode zwei Astquirle aus. Die Zweige stehen sehr dicht und sind locker mit benadelten Kurztrieben bedeckt. Je nach Unterart bilden die Keimlinge drei bis sechs Keimblätter (Kotyledonen) aus.

### Knospen und Nadeln
Die spindel- bis eiförmigen Winterknospen sind rotbraun gefärbt und werden zwischen 20 und 30 mm lang. Sie sind kurz zugespitzt, etwas gedreht und sehr harzig. Sie beginnen Anfang April auszutreiben, wobei der Jahreszuwachs bis Anfang Juli abgeschlossen ist. Die dunkel- bis gelbgrünen und meist glänzenden Nadeln sind spitz und sind 4 bis 8 Zentimeter lang und 0,9 bis 2 Millimeter breit. Der Nadelrand ist schwach bis deutlich gezähnt. Die Nadeln stehen paarweise an Kurztrieben und sind um ihre Längsachse gedreht. In Alberta treten in Höhenlagen von über 2000 Metern Exemplare mit ein bis fünf Nadeln je Kurztrieb auf. Aus Yukon ist eine Population mit einem hohen Anteil an dreinadeligen Kurztrieben bekannt. Auf jeder Nadelseite befinden sich zahlreiche Spaltöffnungslinien. Harzkanäle sind nicht bei allen Nadeln ausgebildet. Meistens besitzt eine Nadel jedoch zwei, seltener drei und in Ausnahmefällen bis zu sieben Harzkanäle. Die Nadeln werden im Mittel vier bis sechs, maximal 13 Jahre alt.

### Blüten, Zapfen und Samen
Die Küsten-Kiefer ist einhäusig-getrenntgeschlechtig (monözisch) und wird bereits mit fünf bis zehn Jahren mannbar. Die Blütenanlagen werden bereits im Vorjahr gebildet. Aufgrund des stark variierenden Klimas im Verbreitungsgebiet liegt die Hauptblütezeit zwischen Mitte Mai und Mitte Juli.
Die gelblich bis gelborangen männlichen Blütenzapfen sind bei einer Länge von 8 und 14 Millimetern walzenförmig und stehen dicht gehäuft an der Basis von einjährigen Langtrieben im unteren Kronenbereich. Die purpurroten weiblichen Blütenzapfen sind bei einer Länge von 10 und 12 Millimetern länglich-eiförmig und stehen einzeln an den Spitzen von Langtrieben im oberen Kronenbereich. Die Pollen werden durchschnittlich 42,5 µm groß.
Die kurz gestielten, kegel- bis eiförmigen Zapfen sind 2 bis 6 Zentimeter lang und 2 bis 3 Zentimeter breit. Da der Stiel sich nach der Befruchtung krümmt und das Wachstum der Zapfenschuppen auf der Lichtseite gefördert wird, sind die Zapfen meist asymmetrisch geformt. Die dunkel rotbraunen, dünnen Zapfenschuppen sind 12 bis 18 Millimeter lang und 6 bis 9 Millimeter breit.
Die Zapfen sind anfangs purpurgrün, nehmen aber zur Reife hin, die je nach Region im August bis Oktober des zweiten Jahres liegt, eine glänzende hell gelb-braune Farbe an. Sie stehen einzeln, paarweise oder in Quirlen abwärts gerichtet an den Zweigen. Ob die Zapfen sich öffnen und abfallen, geöffnet oder mit Harz verschlossen viele Jahre am Baum verbleiben, hängt von der Unterart ab. Auch das Zapfengewicht schwankt je nach Unterart.
In jedem Zapfen können sich zwischen 1 und 50 keimfähige Samen befinden. Die geflügelten Samen sind rotbraun, dunkel gefleckt und werden drei bis fünf Millimeter lang und gehören damit zu den kleinsten Kiefernsamen. Die am Ende spitz zulaufenden Flügel sind 8 und 14 Millimeter lang und etwa 4,5 Millimeter breit. Das Tausendkorngewicht liegt zwischen 2,0 und 11,4 g, wobei die subsp. murrayana die schwersten Samen hat. Mit zunehmendem Breitengrad des Herkunftsortes werden die Samen kleiner und leichter.

### Chromosomenzahl
Die Chromosomenzahl beträgt 2n = 24.

### Wurzelsystem
Bei optimalen Bodenbedingungen bildet die Küsten-Kiefer ein herzförmiges Wurzelsystem mit einer Pfahlwurzel und mehreren Senkerwurzeln.

### Borke
Die bis zu 20 Millimeter dicke, glatte oder raue Borke ist rötlichbraun bis schwarzbraun gefärbt. Bei Altbäumen zerbricht sie in viele kleine Platten und Schuppen. Die Rinde von jungen Zweigen ist kahl und zuerst grün bis gelbbraun und zuweilen bereift, verfärbt sich später aber gelb. Im zweiten Jahr wechselt die Farbe zu Orange bis Braun.

### Holz
Das relativ weiche Holz ist wenig dauerhaft und von gelb bis gelbbrauner Farbe.
Der schmale, meist nur 20 bis 26 Millimeter dicke Splint umgibt den etwas dunkler gefärbten Kern. Die Dicke des Splintes ist unabhängig vom Alter der Bäume, dem Stammdurchmesser und der Anzahl der Jahresringe. Der Übergang zum Kernholz erfolgt meist ohne markante Grenze. Die Rohdichte, der Zellulose-Gehalt und einige weitere Holzeigenschaften variieren stark zwischen und innerhalb von Populationen. Viele Untersuchungen der Holzeigenschaften wurden allerdings an Bäumen durchgeführt, die außerhalb ihres natürlichen Verbreitungsgebietes gewachsen sind.
| Mechanische Eigenschaften           | Wert         | Einheit |
| ----------------------------------- | ------------ | ------- |
| mittlere Rohdichte (luftgetrocknet) | 0,37 – 0,47  | g/cm³   |
| Druckfestigkeit                     | 40,5 – 61,9  | N/mm²   |
| Biegefestigkeit                     | 78 – 132     | N/mm²   |
| Elastizitätsmodul                   | 8270 – 14450 | N/mm²   |

## Ökologie

### Wurzelsystem und Symbiose
Ist die vertikale Wurzelbildung gehemmt, wächst das Wurzelsystem so flach, dass der Baum sehr anfällig gegenüber Wind ist. Wenn die Wurzeln das Grundwasser oder verfestigte Erdschichten erreichen, stellen sie das vertikale Wachstum ein und wachsen horizontal weiter oder sterben ab.
Am natürlichen Standort in den nördlichen USA und dem südwestlichen Kanada geht die Art, um ihre Versorgung mit Nährsalzen und Wasser sicherzustellen, eine Mykorrhiza-Partnerschaft mit dem Weißen Matsutake (Tricholoma magnivelare) ein. Über die Entwicklung der Mykorrhiza auf nassen Standorten gibt es kaum Informationen. Bei Anbauten in Schweden wurden verschiedene Mykorrhiza-Partner nachgewiesen. Besonders häufig trat dabei der Moor-Röhrling (Suillus flavidus) auf. Erfolgreiche Versuche zur künstlichen Mykorrhiza-Bildung fanden mit dem Kahlen Krempling (Paxillus involutus), dem Kuhröhrling (Suillus bovinus), dem Körnchenröhrling (Suillus granulatus), mit dem Orangeroten Jochpilz (Endogone lactiflua), dem Gemeinen Erbsenstreuling (Pisolithus tinctorius), der Gelbbräunlichen Wurzeltrüffel (Rhizopogon luteolus) und mit der Rötlichen Wurzeltrüffel (Rhizopogon roseolus) statt. Es traten allerdings Unterschiede bei der Fähigkeit zu Mykorrhiza-Bildung bei Pflanzen unterschiedlicher Herkunft auf.

### Blütenökologie und Ausbreitung
Die Bestäubung erfolgt durch den Wind.
Nach dem Öffnen der Zapfen fallen die Samen mit einer Geschwindigkeit von 0,6 bis 0,8 Meter pro Sekunde zu Boden und verteilen sich in einem Radius von rund 60 Metern, in Ausnahmefällen bis zu 300 Metern um den Mutterbaum.

### Abiotische Schadfaktoren

#### Im natürlichen Verbreitungsgebiet
Keimlinge reagieren empfindlich auf Trockenheit und hohe Bodentemperaturen. Im zweiten Jahr nimmt diese Gefährdung allerdings ab, da die Pflanzen über ein gut ausgebildetes Wurzelsystem und die Fähigkeit, die Spaltöffnungen der Nadeln bei Wassermangel zu schließen, verfügen. Der so genannte „Red belt“ ist ein witterungsbedingter Schaden, der an den Osthängen der kanadischen Rocky Mountains in Höhenlagen zwischen 1.000 und 1.500 Metern auftritt. Er entsteht durch plötzliche, starke Temperaturschwankungen im Winter, die ausgelöst werden, wenn warme und trockene Chinook-Winde durch kalte, arktische Winde ersetzt werden. Die Nadeln verfärben sich rot und sterben mit den Trieben ab. Auf flachen oder schlecht drainierten Böden ist die Art windwurfgefährdet. Vor allem in dichten Beständen kann es bei starken Schneefällen zu Schneebruch kommen.

#### Außerhalb des natürlichen Verbreitungsgebietes
Vor allem auf moorigen Standorten ist die Art windwurfgefährdet und neigt zu Säbelwuchs. Bäume der subsp. contorta und der var. bolanderi sind in Mitteleuropa schneebruchgefährdet und frostempfindlich. Bäume der subsp. latifolia, die in Nord-Schweden angepflanzt wurden, leiden erheblich unter Winter- und Spätfrösten sowie den Temperaturschwankungen und sterben teilweise ab. Im Vergleich zu Fichten (Picea) und der Waldkiefer (Pinus sylvestris) weist die Art eine größere Toleranz gegenüber Luftschadstoffen, insbesondere gegenüber Schwefeldioxid, auf.

### Krankheiten und Schädlinge

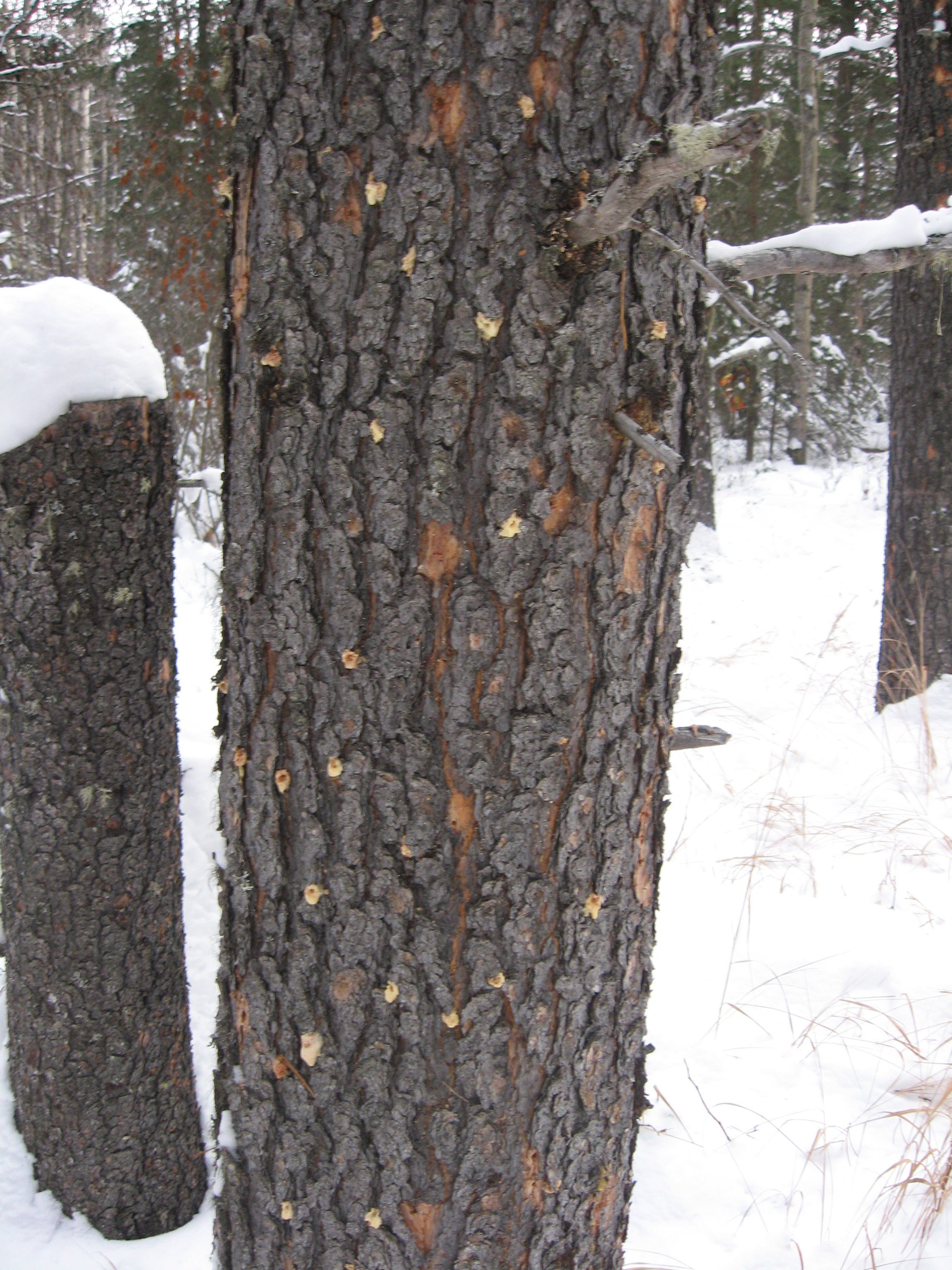
Mit dem Bergkiefernkäfer (Dendroctonus ponderosae) befallener Baum. Die von den Käfern gebohrten Löcher sind erkennbar.

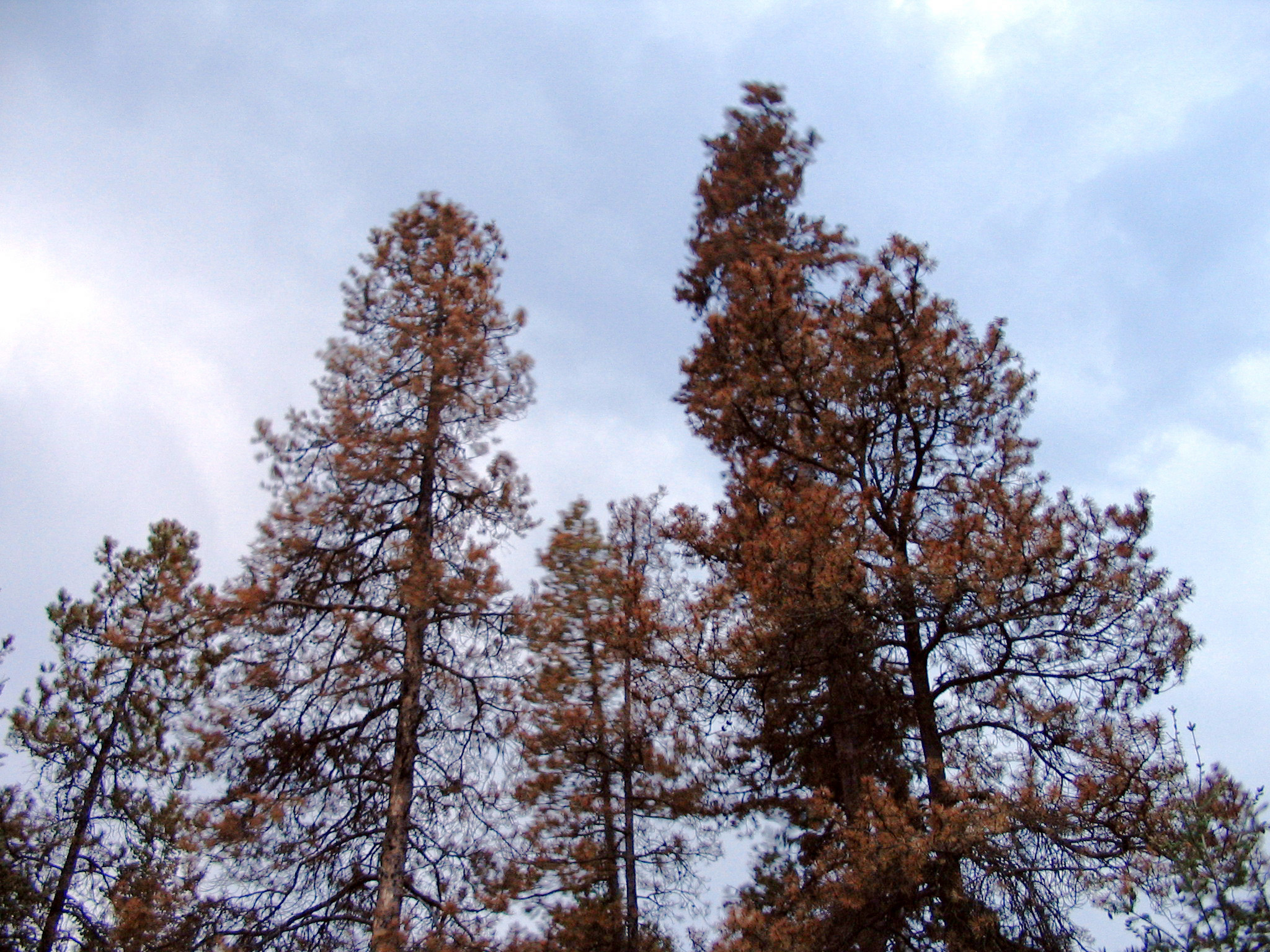
Durch Befall mit dem Bergkiefernkäfer (Dendroctonus ponderosae) abgetötete Küsten-Kiefern

#### Im natürlichen Verbreitungsgebiet
Als wichtigster Krankheitserreger wird die Amerikanische Zwergmistel (Arceuthobium americanum) angegeben, die parasitisch auf den Zweigen lebt. Ein Befall mit diesem Parasiten verringert die Wüchsigkeit, die Holzqualität und die Lebensdauer des Wirtsbaumes. Während diese Art die subsp. latifolia häufig befällt, findet man sie auf der subsp. contorta nur sehr selten. Das Auftreten wird auch durch Waldbrände beeinflusst. Je häufiger Waldbrände auftreten, umso weniger Bäume sind von der Zwergmistel befallen.
Der Schlauchpilz Atropellis piniphila infiziert Bäume direkt über die Rinde und verursacht starke Harzausscheidungen und Wucherungen, die zu einem langsamen Absterben des Wirtsbaumes führen. Bei Befall verfärbt sich das Holz blau-schwarz. Vor allem bei Jungpflanze führen die Rostpilze Cronartium coleosporioides, Cronartium comandrae und Cronartium comptoniae zu großen Schäden, indem sie krebsartige Wucherungen und Ringelungen an den Stämmen verursachen. Vor allem bei unterdrückten Bäumen kann der Anschwellungen bildende Rostpilz Endocronartium harknessii große Schäden verursachen. Die Nadelpilze Davisomycella ampla, Elytroderma deformans, Lophodermella concolor und Scirrhia pini treten gelegentlich epidemisch auf. Wurzelfäule wird häufig durch den Gemeinen Hallimasch (Armillaria mellea) und dem Wurzelschwamm (Heterobasidion annosum) ausgelöst.
Von den etwa 240 Insektenarten, die auf der Küsten-Kiefer nachgewiesen wurden, richtet der Bergkiefernkäfer (Dendroctonus ponderosae) die größten Schäden an. Der Bergkiefernkäfer tritt epidemisch auf und überträgt Blaufäule. Obwohl er große Schäden anrichtet, ist er dennoch für den Erhalt der Küsten-Kiefernbestände von großer Bedeutung. Durch starken Befall sterben Bäume ab und leisten somit Waldbränden Vorschub, die wichtig für die Naturverjüngung sind. Über das Ausmaß der Schäden, die durch Vögel und Säugetiere entstehen, sind nur wenige Daten vorhanden. Eichhörnchen könnten von Bedeutung sein, da sie das in den Zapfen gelagerte Saatgut deutlich verringern können. Das Gemeine Rothörnchen (Tamiasciurus hudsonicus) ist in der Lage, die verschlossenen Zapfen der subsp. latifolia zu öffnen, während das Douglas-Hörnchen (Tamiasciurus douglasii) sich an Populationen mit sich öffnenden Zapfen angepasst hat.

#### Außerhalb des natürlichen Verbreitungsgebietes
Beim Anbau außerhalb ihres natürlichen Verbreitungsgebietes kommt es vor, dass die zur dortigen heimischen Flora gehörenden und bisher nicht als ernste Parasiten aufgetretenen Pilzarten die Küsten-Kiefer epidemisch befallen. In Schottland verursachte der krebserregende Pilz Crumenulopsis sororia größere Ausfälle in jungen Anpflanzungen. In Nordeuropa hat sich die Küsten-Kiefer im Vergleich zur Waldkiefer (Pinus sylvestris) weniger anfällig gegenüber dem Kiefernblasenrost (Cronartium flaccidum), dem Kienzopf (Endocronartium pini) und dem Kieferndrehrost (Melampsora populnea) erwiesen. In Nordschweden wird die Ausweitung des Anbaus in Gebiete mit extremen Witterungsbedingungen durch den Pilz Gremmeniella abietina, welcher Stammkrebs hervorruft, begrenzt. Gegenüber den Nadelkrankheitserregern Lophodermium seditiosum und Weißer Schneeschimmel (Phacidium infestans) hat sich die Art resistenter als die Waldkiefer erwiesen. Wurzelfäule wird durch den Gemeinen Hallimasch (Armillaria mellea) und den Wurzelschwamm (Heterobasidion annosum) ausgelöst, welche die Art allerdings auch im natürlichen Verbreitungsgebiet befallen.
In West- und Mitteleuropa wird die Küsten-Kiefer teilweise durch den Kieferntriebwickler (Rhyacionia buoliana) in einem Ausmaß befallen, dass ein Anbau stellenweise unmöglich ist. Der Fraß der Larven führt zu Deformationen der Triebe, die so genannte „Posthörner“ bilden, und zum Absterben der Terminalknospen. In Gebieten mit tiefen Wintertemperaturen hält der Befall sich in Grenzen. In Schottland wird vom epidemischen Auftreten der Kieferneule (Panolis flammea) berichtet. Elche (Alces alces), Rehe (Capreolus capreolus) und Erdmäuse (Microtus agrestis) verursachen vor allem im nördlichen Skandinavien teilweise schwere Schäden. Aufgrund der dünnen Borke und des hohen Harzgehaltes ist die Art sehr fege- und schälgefährdet.

### Waldbrände

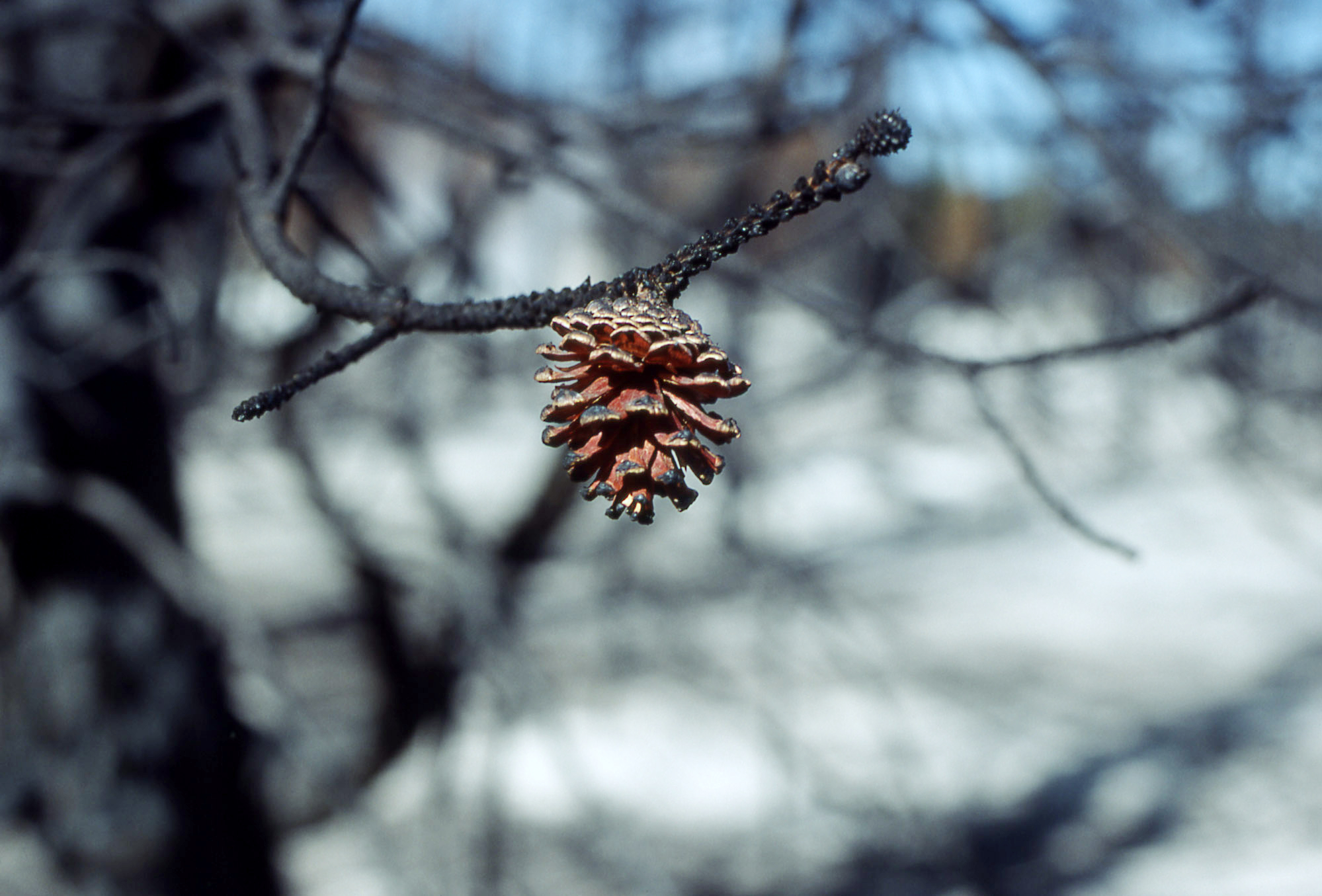
Geöffneter Zapfen nach einem Waldbrand

Obwohl die Küsten-Kiefer sehr waldbrandgefährdet ist, stellen Waldbrände einen wichtigen ökologischen Faktor zum Aufkommen und Erhalt der Art dar. Vor allem dort, wo die Art keine Klimaxbaumart ist und andere Baumarten dominieren, profitiert sie davon, dass die Waldbrände Konkurrenzbaumarten und Bodenvegetation vernichten. Sie ist eine Pionierart nach Waldbränden und besiedelt verwüstete Flächen sehr schnell und in großer Zahl. Für die schnelle Besiedelung von Waldbrandflächen sind die bei vielen Bäumen mit Harz verschlossenen Zapfen von großer Bedeutung, da sich diese erst bei Hitzeeinwirkung öffnen und die Samen entlassen. Die Keimfähigkeit der Samen wird durch die hohen Temperaturen kaum beeinflusst, wenn diese nur kurzfristig auf sie einwirken.

## Verbreitung und Standort

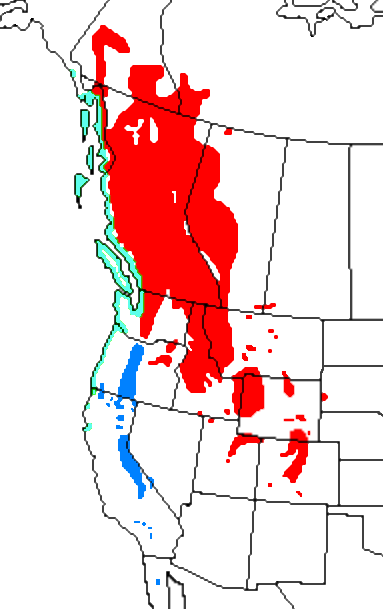
Verbreitungskarte; Grün: Küsten-Unterart (Pinus contorta subsp. contorta), Rot: Rocky-Mountain-Intermoutain-Unterart (Pinus contorta subsp. latifolia), Blau: Sierra-Cascade-Unterart (Pinus contorta subsp. murrayana)

Die Küsten-Kiefer ist im westlichen Nordamerika heimisch und besitzt das größte Verbreitungsgebiet aller nordamerikanischen Kiefernarten: Es erstreckt sich im Süden vom nördlichen Baja California in Mexiko bis ins kanadische Yukon im Norden. Man findet die Küsten-Kiefer von der Pazifikküste Alaskas im Westen bis zu den Black Hills in South Dakota im Osten. Das Gesamtareal der mit der Küsten-Kiefer bestockten Wälder umfasst rund 26 Millionen Hektar, wovon 6 Millionen Hektar auf neun US-Bundesstaaten und 20 Millionen Hektar auf die kanadischen Provinzen British Columbia, Alberta und Yukon entfallen.
Die Küsten-Kiefer wird vor allem in Skandinavien, Großbritannien und Irland für forstwirtschaftliche Zwecke angebaut. In Norwegen, wo die Küsten-Kiefer in den 1960er bis 1980er Jahren angepflanzt wurde, ist sie im Rendalen Naturreservat zu einem Problem geworden. Seit 2024 finden dort umfassende Arbeiten statt, um sie wieder auszurotten.
Da die Küsten-Kiefer außerordentlich standorttolerant ist, wächst sie oft auf Standorten, die für andere Baumarten ungeeignet sind. Aufgrund des großen Verbreitungsgebietes besiedelt die Art viele verschiedene Standorttypen. In der Nähe der Küste wächst sie meist auf trockenen, sandigen und nährstoffarmen, seltener auf sumpfigen Böden. In Gebirgsregionen wächst sie meist auf mittel- bis tiefgründigen, sauren, gut drainierten, seltener auf sehr feuchten Böden. Im Allgemeinen meidet die Art Kalkböden. In Kanada gibt es jedoch größere Bestände, die auf kalkhaltigen Glazialböden wachsen. Die Pinus contorta subsp. contorta wächst im nördlichen Verbreitungsgebiet hauptsächlich auf sumpfigen Standorten, im Süden hingegen häufig auf felsigen Lagen und Sanddünen. Die Pinus contorta var. bolanderi wächst auf extrem nährstoffarmen, stark podsolierten Böden, die einen pH-Wert von 2,8 bis 3,9 aufweisen. In den Gebirgen von Kalifornien besiedelt die Küsten-Kiefer hauptsächlich Standorte mit leicht verfügbarem Wasser wie See- und Flussufer. In Washington und Oregon besiedelt sie leichte und poröse Vulkanböden. Im mittleren Yukon wächst sie in borealen Wäldern auf Permafrostböden. Die Art besiedelt Höhenlagen von 0 bis 3660 Meter. Sie ist bis zu Temperaturen von −57 °C frosthart. Die jährliche Niederschlagsmenge schwankt je nach Region stark, liegt aber im gesamten Verbreitungsgebiet zwischen 250 und 2.000 mm.
Die Küsten-Kiefer ist Bestandteil vieler verschiedener Pflanzengesellschaften. Im westlichen Nordamerika ist sie in 27 der 55 unterschiedlichen Waldtypen mit unterschiedlicher Häufigkeit vertreten. Daneben kommt sie vielfach auch in Reinbeständen vor, weil sie sich intolerant gegenüber Konkurrenzbaumarten zeigt und eine Pionierbaumart nach Waldbränden ist. Ihr typisches Vorkommen liegt in feuchten und kalten Senken; für solche Standorte stellt sie die Klimaxbaumart dar. Auf trockenen Kuppen in niedrigen Höhenlagen im Inland wird sie häufig von der Gelb-Kiefer (Pinus ponderosa) verdrängt, auf besseren Böden häufig von anderen Baumarten. Die var. bolanderi bildet Zwergwälder mit Cupressus pygmaea und zwergwüchsigen Pinus muricata. Die Pinus contorta subsp. latifolia bildet subalpine und hochmontane Nadelwälder mit der Felsengebirgs-Tanne (Abies lasiocarpa), der Engelmann-Fichte (Picea engelmannii), der Weißstämmigen Kiefer (Pinus albicaulis) und anderen Kiefernarten. Die subsp. murrayana bildet hochmontane Tannenwälder mit der Pracht-Tanne (Abies magnifica) und subalpine Kiefernwälder mit anderen Kiefernarten. Sie kommt aber auch in offenen und fast reinen Beständen vor. In mittleren Höhenlagen bildet die Küsten-Kiefer Mischbestände mit der Küsten-Tanne (Abies grandis), der Westamerikanischen Lärche (Larix occidentalis), der Zucker-Kiefer (Pinus lambertiana), der Westlichen Weymouths-Kiefer (Pinus monticola) und der Douglasie (Pseudotsuga menziesii). In Yukon bildet sie hauptsächlich auf ehemaligen Waldbrandflächen Mischbestände mit der Weiß-Fichte (Picea glauca) und der Schwarz-Fichte (Picea mariana). Auf feuchteren Standorten werden Mischbestände mit der Ostamerikanischen Lärche (Larix laricina), der Balsam-Pappel (Populus balsamifera) und der Amerikanischen Zitterpappel (Populus tremuloides) gebildet.

### Paläobotanik
Es bestehen verschiedene Auffassungen darüber, wie die Küsten-Kiefer Nordwest-Kanada besiedelt hat. Während der in Nordamerika als Wisconsin-Vereisung bezeichneten Weichsel-Kaltzeit wurden die zahlreichen Kiefernarten Nordamerikas in das Gebiet um den Golf von Mexiko zurückgedrängt. Es wird angenommen, dass die Küsten-Kiefer in einigen kleinen, nicht von Eis bedeckten Gebieten in Alaska und Yukon die Kaltzeit überdauerte. Für diese Theorie sprechen die innerartlichen Unterschiede dieser Bestände gegenüber anderen Populationen. Gegen diese Theorie sprechen die seltenen Fossilienfunde aus dieser Periode. Die Fossilien häufen sich erst im Jungpleistozän. Eine andere Theorie geht davon aus, dass die Art nach der Kaltzeit aus südlichen und nicht vereisten Regionen an der Pazifikküste nach Norden gewandert ist. Vor etwa 7.000 Jahren besiedelte die Küsten-Kiefer als Pionierbaumart Küstendünen im südlichen Oregon. Vor 4000 bis 1000 Jahren besiedelte sie in kleinen Populationen weiter nördlich gelegene Gebiete, von wo sie aufgrund der zunehmenden Erwärmung von anderen Baumarten verdrängt wurde.

## Systematik

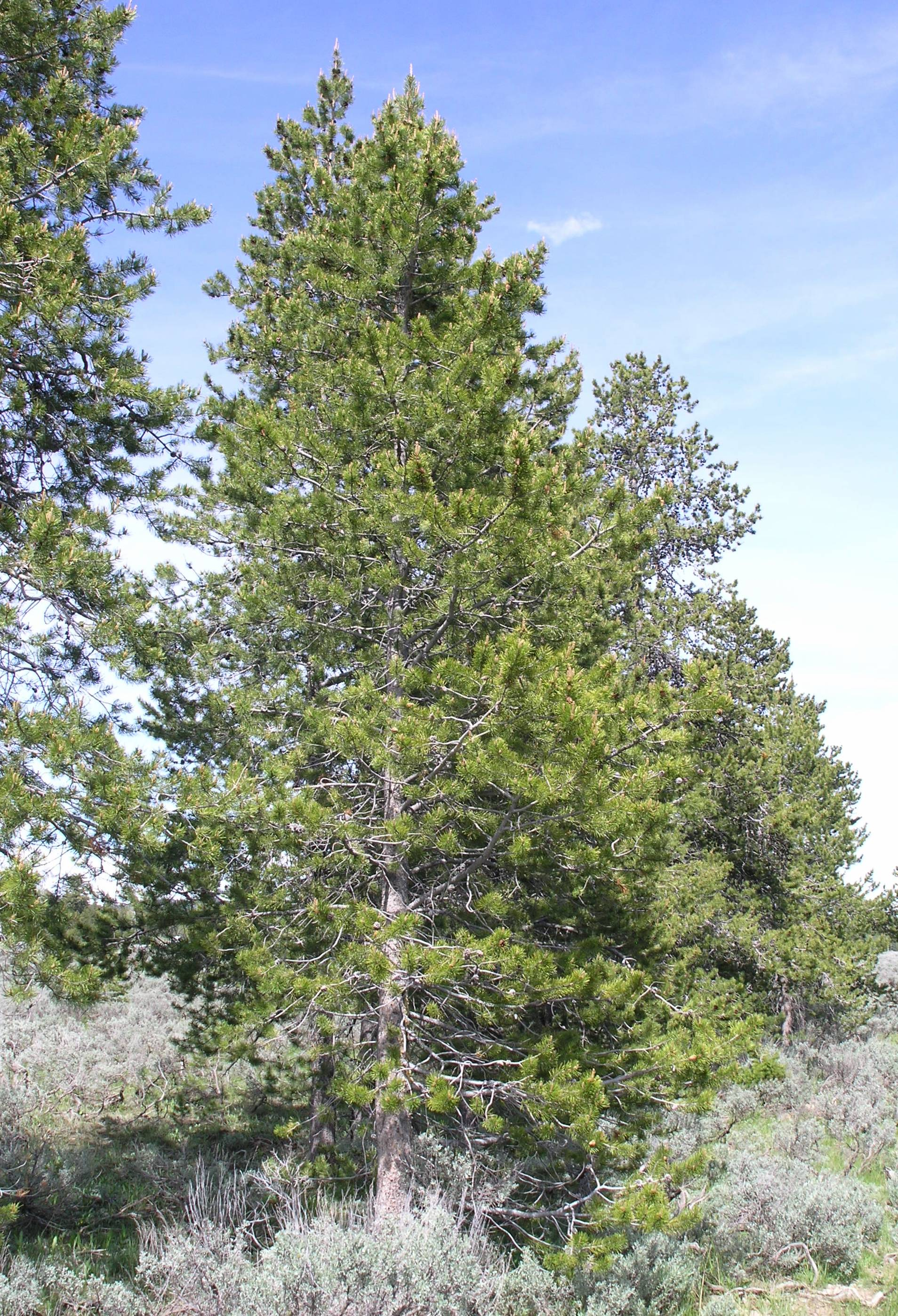
Baum der Rocky-Mountain-Intermountain-Unterart (Pinus contorta subsp. latifolia)

Die Erstbeschreibung von Pinus contorta erfolgte 1838 durch David Douglas in John Claudius Loudon: Arboretum et Fruticetum Britannicum, Band 4, Seiten 2292, f. 2210, 2211.
Mit großer Wahrscheinlichkeit ist Pinus contorta phylogenetisch auf Pinus premurrayana Knowlton zurückzuführen. Überreste dieser Art wurden in Eozän-Schichten des Yellowstone-Nationalparks gefunden. Die Chromosomenzahl beträgt 2n = 24. Es sind keinerlei Besonderheiten in der Chromosomenstruktur bekannt. Die Küsten-Kiefer ist eng mit der Banks-Kiefer (Pinus banksiana), der Monterey-Kiefer (Pinus radiata) und mit Pinus oocarpa verwandt und wird von Strauss und Doerksen zusammen mit diesen Arten in eine monophyletische Gruppe innerhalb der Kiefern gestellt. Diesen Arten ist gemeinsam, dass die Zapfen lange Zeit im geschlossenen Zustand am Baum verbleiben können. Bei dieser Eigenschaft der Samenlagerung in der Baumkrone über die Reifezeiten hinaus besteht bei der Küsten-Kiefer eine große innerartliche Variation. Es können im Laufe der Jahre große Saatgutmengen gespeichert werden. So wurden in Beständen in West-Alberta, West-Colorado und Süd-Montana 4 bis 8 Millionen Samen pro Hektar gezählt. Die größte Anzahl an geschlossenen Zapfen weist die var. bolanderi auf, die eine sehr geringe Samenproduktion hat. Anscheinend besteht ein enger Zusammenhang zwischen der Fähigkeit, nur wenige keimfähige Samen zu bilden, diese aber über lange Zeit zu lagern. Der Anteil der geschlossenen Zapfen nimmt erst ab einem Baumalter 20 bis 50 Jahren zu. Selbst dann werden aber noch genügend sich öffnende Zapfen gebildet, um in Perioden ohne Waldbrände die Naturverjüngung sicherzustellen. Es wird angenommen, dass diese Eigenschaft erblich ist.
Eine weitere deutliche und genetisch bedinge innerartliche Variation ist die Zusammensetzung der Monoterpene des Rindenharzes. Bei Populationen an der Küste herrscht β-Phellandren vor, während in Populationen fern der Küste α und β-Pinen klinal zunehmen. Auch die Limonen- und die 3-Caren-Konzentration variiert stark.

### Unterarten und Varietäten
Aufgrund des großen Formenreichtums der Art wurde die Küsten-Kiefer früher in verschiedene Arten aufgeteilt. Morphologische Untersuchungen zeigten aber, dass es sich bei diesen Arten um Formen einer einzigen Art handelt. William Burke Critchfield unterschied fünf geographische Rassen, denen er den Rang von Unterarten zuerkannte. Die Küsten-Kiefer wird seit 1985 in drei Unterarten und zwei Varietäten unterteilt, es werden jedoch innerhalb dieser Unterarten noch weitere Formen, Ökotypen und Varietäten unterschieden. Es erscheint aber wenig sinnvoll, die Art taxonomisch noch weiter zu unterteilen. Die Unterarten sind, vermutlich schon seit Jahrtausenden, großteils geographisch getrennt, an Überlappungen der Verbreitungsgebiete findet jedoch auch ein genetischer Austausch statt.
Für eine allgemeine Beschreibung der Art siehe oben.
- Die Küsten-Kiefer (Pinus contorta Douglas ex Loudon) subsp. contorta wird in zwei Varietäten unterteilt:
  - Die Küsten-Varietät (Pinus contorta subsp. contorta var. contorta) wurde 1838 von David Douglas erstbeschrieben.[10] Sie kommt entlang der Pazifikküste vom südlichen Alaska bis ins nordwestliche Kalifornien in einem rund 200 Kilometer breiten Küstenstreifen vor.[3] Sie wächst als kurzstämmiger, rundkroniger und grobastiger Baum, der Wuchshöhen von 3 bis 10 Metern und Brusthöhendurchmesser von 60 bis 80 Zentimetern erreicht. Die steifen, dunkelgrünen Nadeln stehen dicht und besitzen bis zu 2 Harzkanäle. Sie verbleiben 3 bis 8 Jahre am Baum. Die Zapfen öffnen kurz nach der Reife und verbleiben aber oft auch geschlossen am Baum.[24]
  - Die Mendocino-White-Plains-Varietät (Pinus contorta subsp. contorta var. bolanderi (Parl.) Koehne., Syn. subsp. bolanderi (Parl.) Critchf.) wurde 1868 von Filippo Parlatore erstbeschrieben.[10] Sie kommt in einem relativ kleinen Gebiet in den Mendocino Mountains an der Pazifikküste Kaliforniens vor.[3] Sie wächst als 1 bis 8 Meter hoher, breitkroniger, Busch oder Baum mit Brusthöhendurchmesser von 2,5 bis 10 Zentimeter. Die Nadeln besitzen keine Harzkanäle und verbleiben 2 bis 4 Jahre am Baum. Die Zapfen sind durch Harz verschlossen und verbleiben lange am Baum.[24]
- Die Rocky-Mountain-Intermountain-Unterart (Pinus contorta subsp. latifolia (Engelm.) Critchf., Syn.: Pinus contorta var. latifolia Engelm.) wurde 1871 von Georg Engelmann erstbeschrieben.[10] Sie kommt in den Rocky Mountains in der Intermountain-Region und der nördlichen Kaskadenkette vor.[3] Sie wächst als 30 bis 40 Meter hoher, geradschäftiger, schmalkroniger und feinastiger Baum mit Brusthöhendurchmesser von 50 bis 70 Zentimetern. Die oft gelbgrünen Nadeln stehen locker an den Zweigen und besitzen zwischen 0 und 1 Harzkanal. Sie verbleiben zwischen 6 und 13 Jahren am Baum. Die hellbraunen Zapfen öffnen sich zum Teil nach der Reife, verbleiben aber oft durch Harz verschlossen am Baum. Sie öffnen sich dann erst bei Feuereinwirkung.[24]
- Die Sierra-Cascade-Unterart (Pinus contorta subsp. murrayana (Balf.) Critchf., Syn.: Pinus contorta var. murrayana (Balf.) S.Watson, Pinus murrayana Balf.) wurde 1853 von John Hutton Balfour erstbeschrieben.[10] Sie kommt in der südlichen Kaskadenkette, dem südlichen Kalifornien sowie im nördlichen Niederkalifornien und Mexiko vor.[3] Sie wächst als 20 bis 30 Meter hoher, geradschäftiger, schmalkroniger und feinastiger Baum mit Brusthöhendurchmesser von 30 bis 50 Zentimetern. Die gelblichgrünen Nadeln besitzen 2 Harzkanäle und verbleiben zwischen 2 und 11 Jahren am Baum. Die gelbbraunen Zapfen öffnen sich bei der Reife und fallen meist ab.[24]

Der Del-Norte-Rasse, die im Nordwesten Kaliforniens heimisch ist, gebührt nach Critchfield ebenfalls ein taxonomischer Rang. Als Unterart blieb sie bisher jedoch unbenannt.

### Hybriden
Eine natürliche Kreuzung fand mit der Banks-Kiefer (Pinus banksiana) statt. Es existieren Populationen dieser Hybriden in Edmonton, Alberta und in den Nordwest-Territorien, wo sich das Verbreitungsgebiet der beiden Arten überlappt. Die Hybriden lassen sich morphologisch und chemisch von den beiden Elternarten unterscheiden. Sie verhalten sich intermediär.
Künstliche Kreuzungsversuche fanden mit insgesamt zehn Kiefernarten statt, waren allerdings nur mit der Banks-Kiefer erfolgreich. 1939 fand der erste erfolgreiche Kreuzungsversuch zwischen der Pinus contorta subsp. murrayana und der Banks-Kiefer statt. 31 % der Kreuzungsversuche brachten fertile Hybriden hervor, die den Namen Pinus ×murraybanksiana erhielten und bis zu einem Alter von 20 Jahren wuchskräftiger als die Elternbäume waren. Bei einem Kreuzungsversuch mit Pollen der Virginia-Kiefer (Pinus virginiana) entstanden einige Samen, die Sämlinge waren jedoch chlorotisch, zwergwüchsig, und starben schon kurz nach der Keimung ab. In großem Umfang erfolgten in den USA und Europa auch innerartliche Kreuzungsversuche.

## Gefährdung
In der Roten Liste der IUCN wird die Küsten-Kiefer als „nicht gefährdet“ (least concern) geführt.

## Nutzung
Das forstliche Interesse an der Küsten-Kiefer wurde in Nordamerika erst vor 20 bis 30 Jahren geweckt. Bis dahin wurde sie hauptsächlich als Brennholz genutzt. Vor allem in British Columbia stellt sie eine wichtige Holzart dar. Es fehlen dennoch einheitliche Kriterien zur Einteilung des Holzes in Qualitätsklassen, welche für den Handel und die Verwendung eine wichtige Grundlage wären. Das Holz wird für den Innenausbau, zur Herstellung von Masten, für Konstruktionszwecke, für Eisenbahnschwellen, zur Zellstoffherstellung und im Bergbau verwendet. Wird das Holz im Sulfitverfahren aufgeschlossen, ergibt es gute Zeitungspapiere und hochwertige Druckpapiere. Vor allem im westlichen Nordamerika wird die Art in Erholungsgebieten und in höheren Lagen bei Wasserschutzmaßnahmen angepflanzt. Große forstwirtschaftliche Anbauten gibt es in Großbritannien, Irland und in Skandinavien, wo die Art als Ersatzbaumart für die Waldkiefer und die Fichte angepflanzt wird. In Schweden beträgt der Mehrertrag bei einer kalkulierten Umtriebszeit von 50 bis 65 Jahren rund 35 bis 40 % gegenüber der Waldkiefer. Vor allem in Europa wurden forstwirtschaftliche Anbauten versucht. Nach Großbritannien wurde die Art erstmals 1853 oder 1854 gebracht.